# Farida Taher
Farida Taher, née le 19 mars 1968 à Creil (Oise), en France, est une réalisatrice de radio et de télévision française.
Après avoir réalisé des documentaires pour le magazine Strip-Tease, diffusé sur France 3, elle a rejoint l'équipe de l'émission radiophonique Les Pieds sur terre, diffusée sur France Culture.

## Biographie
Farida Rouibi Taher est née le 19 mars 1968 à Creil en France.

## Parcours et réalisations
Elle affiche dans ses réalisations une prédilection pour les sujets de société : famille, éducation, jeunesse, immigration, santé, travail... Ses narrations, souvent tournées en situation immersive, privilégient la captation du réel sans commentaire ; une approche empruntée au "Cinéma direct".

### Diplôme
Master Études cinématographiques et audiovisuelles (ECAV) en 1993.
Durant ses études à l’université Paris 8, Vincennes - Saint-Denis, Farida Rouibi Taher a écrit et mis en scène un courts-métrage cinématographique : C’est où pour aller loin[source insuffisante].

### Télévision
Pour la télévision, elle a réalisé plusieurs documentaires dans le cadre de l’émission Strip-tease, produite par VF films Production / Media-Participations et diffusée sur France 3.
- Tout salaire mérite travail (13 min, 1998)[6]
- Obéissance et devoir (13 min, 1998)[7]
- Né cassé (13 min, 2002)[8]
- Caramels, bonbons et chocolats (35 min, 2002)[9]
- Mon petit cousin du bled (52 min, 2002)[10],[11]

En 2006, Farida Taher élabore Générique de fin, un documentaire de 50 min à la croisée du scénario et de la genèse du film 7 ans du cinéaste Jean-Pascal Hattu.

### Radio
À partir de 2004, elle réalise 120 documentaires et reportages sonores[source secondaire souhaitée] pour l’émission Les Pieds sur terre sur France Culture. Elle signe en 2012 Le blues de Jeanne, le portrait sonore d'une adolescente confrontée à la pauvreté, qu'elle adapte ensuite avec elle sous la forme d'un récit de vie écrit. En 2014, son reportage Il était une première fois est récompensé par le prix Stop aux clichés sur les jeunes remis aux Assises Internationales du Journalisme à Metz[source secondaire souhaitée].
Ses contrats à durée déterminée d’usage (CDDU) à Radio France sont requalifiés en un contrat à durée indéterminée en 2015.

### Théâtre
Deux de ses reportages Tout salaire mérite travail et Né cassé font l'objet de l’adaptation théâtrale Strip-Tease 419, mise en scène par Paul Lourdeaux et produit par le Collectif La capsule, à partir de 2017,.

### Publication
Jeanne et Farida Taher, Cœur gros, ventre vide, Paris, Robert Laffont, 2013 (ISBN 978-2-221-13486-3, BNF 43718051).

## Engagements associatifs
Attachée à la défense des personnes précaires, Farida Taher est cofondatrice de la Coordination des Intermittent·es et Précaires d’Île de France (CIP-IDF).
Elle est membre du collectif Les Sons fédérés,, organisation indépendante de défense des artisans de la radio, de l’écoute, de la critique et de la création sonore, née en février 2020 à Brest en marge du festival Longueur d’ondes.
Membre soutien du Collectif Baras de Bagnolet (travailleurs migrants sans toit et sans titre de séjour), elle les a aidés à créer leur association et à signer une convention d’occupation précaire des locaux publics qu’ils occupaient.